# Palm Off Fest
Palm Off Fest je divadelní festival, který pravidelně probíhá vždy na podzim v pražské městské části Libeň (Praha 8) a na kterém se setkávají divadla střední Evropy. Od svého startu (v roce 2016) se každoročně konává v Divadle pod Palmovkou (odtud jeho název). Patří k nejlepším a nejsmysluplnějším kulturním přehlídkám v Praze. Již během čtyř let své existence získal Palm Off Fest mezi diváky a divadelní komunitou vynikající pověst a byl oceněn evropskou značkou kvality EFFE (Europe for Festivals, Festivals for Europe).

## Z historie festivalu
Třetí ročník s podtitulem Už máme, co jme chtěli? proběhl mezi 19. a 28. říjnem 2018. Nabídl kritické generační pohledy na nedávnou minulost a hlavně přítomnost. V programu byly kusy Revoluce a 99 slov pro prázdnotu (oba z estonského Tallinnu), aktuální maďarské Ledové doktríny: Variace na nacistickou rétoriku (z Pécse), varšavská Spravedlnost o poválečném exodu Židů z Polska a zejména GOЯKI – Alternativa pro Německo z Berlína, režírovaná bouřlivákem a provokatérem, bosenským Chorvatem Oliverem Frličem. Domácí soubor odehraje Shakespeara (Něco za něco v režii polského režiséra Jana Klaty) a hru Tomáše Dianišku (Pusťte Donnu k maturitě!; režie F. X. Kalba). 
V roce 2019 proběhl 4. ročník festivalu s podtitulem "Hrdinové jako my" a reflektoval 30. výročí pádu železné opony ve Střední Evropě.Divadelní část programu se letos zaměřila na generaci mladých středoevropských režisérů, jejichž tvorba již vyvolala značný ohlas. Takovým divadelníkem je například Kristóf Kelemen z Maďarska. Festivalová dramaturgie se rozhodla věnovat „fokus“ právě tomuto režisérovi a do Prahy přivezli jeho dvě poslední inscenace. Maďarský akát (29. 10.) je satirický fake-dokument ze současnosti, zatímco Pozorovatelé (30. 10.) nás přenesli do bohémského prostředí maďarských filmařů bedlivě sledovaných tajnou policií komunistického režimu. Obě inscenace jsou oceňovány v Maďarsku i v zahraničí, Pozorovatelé docela nedávno získali hned dvě hlavní ceny maďarské kritiky – za nejlepší nový text i nejlepší inscenaci nezávislé scény. Tématu fake-news, populismu i jazyku naší doby se věnuje ve své inscenaci Naopak lublaňského divadla Slovensko mladinsko gledališče režisér Boris Nikitin (1. 11.). Ani poslední zde jmenované inscenace nezůstanou naší současnosti nic dlužny, byť svou pozornost obrací zdánlivě do minulosti. Ve filmové části se uvedli dokumentární filmy z Maďarska, Polska a Bulharska z kolekce KineDok, kt. tematicky doplňovali divadelní program a s projekcí filmu Proces: Ruský stát vs Oleg Sencov, v režii Askolda Kurova se tak festival i následnou diskuzí zapojil do mezinárodní podpory nelegálně vězněného filmového a divadelního režiséra Olega Sencova, kt. by od začátku okupace krymského poloostrova ruskou armádou, vězněn ruským politickým establishmentem, jako politický vězeň a to z důvodu jeho protestů a postojů vůči vojenské intervence ruské armády na Ukrajině. 
V roce 2020 byl festival zrušen z důvodu pandemické situace virusu COVID 19. 
V roce 2021 Mezinárodní setkání divadel střední Evropy Palm Off Fest proběhlo od 5. října do 30. října 2021 v Divadle pod Palmovkou. Podtitulem jubilejního pátého ročníku se stalo motto [untitled yet, vol.2]. Divadelní část festivalu zahájil litevský soubor Operomanija s inscenací Alfa v režii oceňované divadelní režisérky a vizuální umělkyně Dr. GoraParasit z Litvy. Součástí programu bude také premiéra filmu Vidět Salisbury a přehlídka nejzajímavějších českých filmových dokumentů, včetně diskuzí s tvůrci. Již během druhého ročníku Palm off Fest navázal spolupráci s Institutem dokumentárního filmu v Praze, s cílem rozšířit divadelní festivalový program o reflexi podobných témat optikou autorského dokumentárního filmu. Program tak zahrnuje dokumentární sekci KineDok Archivováno 30. 9. 2021 na Wayback Machine., diskusní panely, debaty, konference a vernisáže (Offprogram). Dokumentární část festivalu v roce 2021 diváky provede různými oblastmi současného života nuceného se vyrovnávat s jeho proměnlivostí a nejrůznějšími tlaky - závažnými proměnami společenské, ekonomické a klimatické povahy, měnícím se statutem lidské práce, současným pojetím individuální svobody a důstojnosti či přístupem člověka ke krajině a zvířatům.